# Locomotiva FCL LM4
Il locomotore LM4  è una locomotiva diesel utilizzata per il traino di treni sia merci che viaggiatori in uso presso le Ferrovie della Calabria e le Ferrovie Appulo Lucane.
Oltre ad essere usata per l'effettuazione di treni ordinari e come locomotiva di manovra, attualmente è utilizzata per il "Trenino della Sila" tra Camigliatello Silano e San Nicola Silvana Mansio.

## Storia
Dopo l'esperimento, rimasto unico, della locomotiva diesel elettrica 301 degli anni Venti costruita dalla Fiat per le Ferrovie Calabro Lucane, L'LM4 è stato il primo locomotore diesel ad entrare in servizio attivo nel parco rotabili delle FCL, pensato per sostituire l'ormai obsoleta trazione a vapore nel traino dei treni merci, dei treni cantiere e anche di qualche treno passeggeri. Pensato per il trasporto merci, oggi è ancora un valido mezzo per percorrere le impervie linee ex FCL, oltre ad essere diventato importante sostituto delle locomotive a vapore nei vari treni storici effettuati da FC e FAL.
Ne furono ordinati 9 esemplari, successivamente suddivisi tra FC e FAL.
| N° locomotiva | Data entrata in servizio | Deposito originario | Deposito attuale         |
| ------------- | ------------------------ | ------------------- | ------------------------ |
| 601           | 03-12-1975               | Cosenza             | Cosenza                  |
| 602           | 03-04-1975               | Bari                | Bari                     |
| 603           | 27-02-1976               | Bari                | Bari                     |
| 604           | 27-02-1976               | Bari                | Bari                     |
| 605           | 07-05-1975               | Gioia Tauro         | Gioia Tauro              |
| 606           | 03-12-1975               | Cosenza             | Cosenza                  |
| 607           | 05-06-1975               | Gioia Tauro         | Bari (trasf. 07-08-1985) |
| 608           | 05-06-1975               | Gioia Tauro         | Gioia Tauro              |
| 609           | 03-12-1975               | Cosenza             | Bari (trasf. 08-07-1981) |

## Tecnica

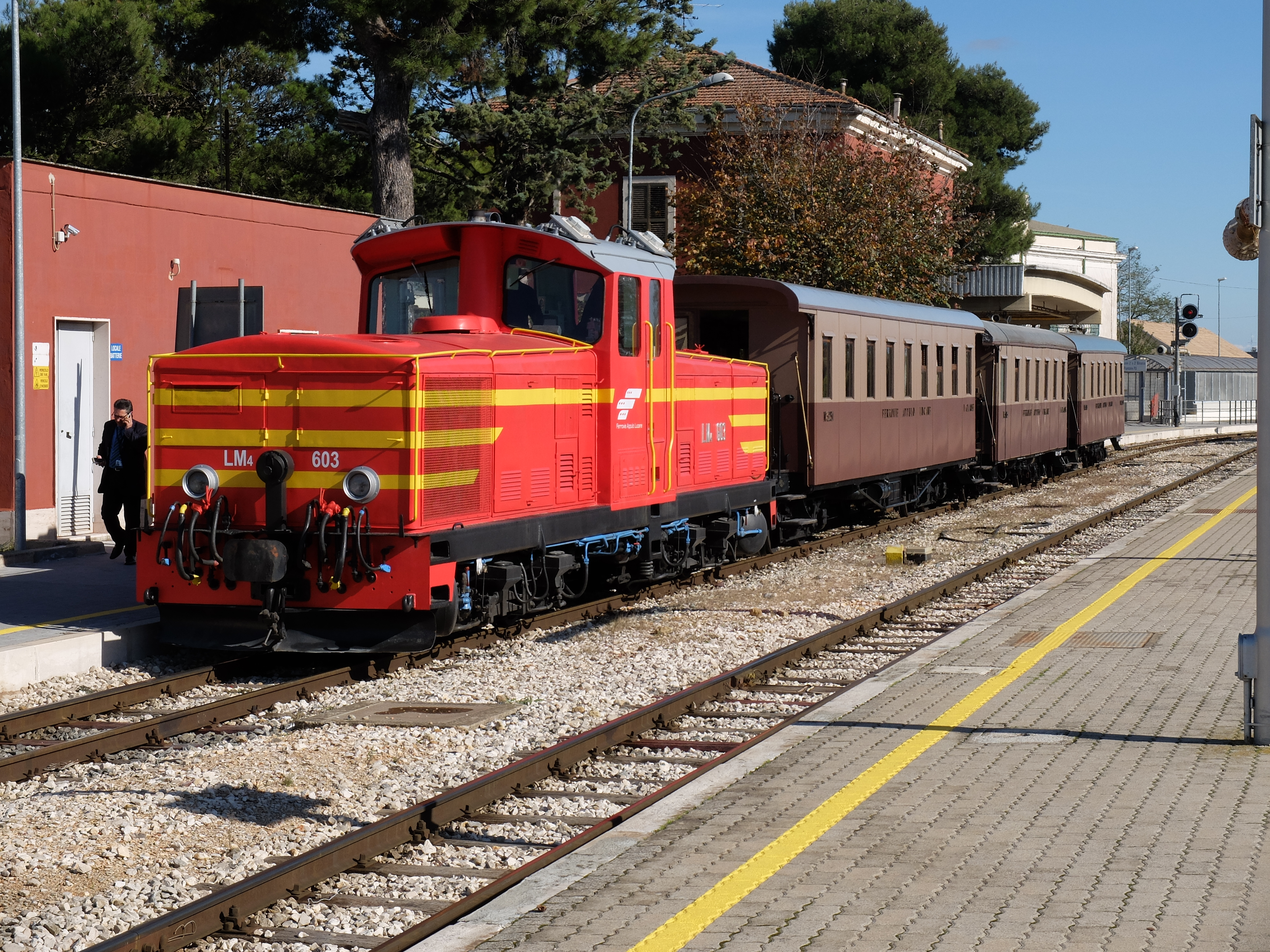
La locomotiva LM4.603 con tre carrozze storiche al traino.

L'LM4 è un locomotore bidirezionale molto duttile, costruito ispirandosi ai locomotori Breda LDe delle Ferrovie della Sardegna. La potenza viene erogata sui due carrelli da due motori Breda - Isotta Fraschini ID19.SD 12P, uno per carrello. La trasmissione primaria è idraulica per mezzo di un invertitore, mentre la secondaria è ad albero cardanico. Per gestire la potenza del motore, esiste un cambio di velocità a convertitore tipo Niigata Twin-Disc, mentre il motore viene raffreddato a liquido.
Una particolarità: i carrelli sono dello stesso tipo di quelli utilizzati per le automotrici M2.120, opzione usata soprattutto per la facile reperibilità dei ricambi.

## Curiosità

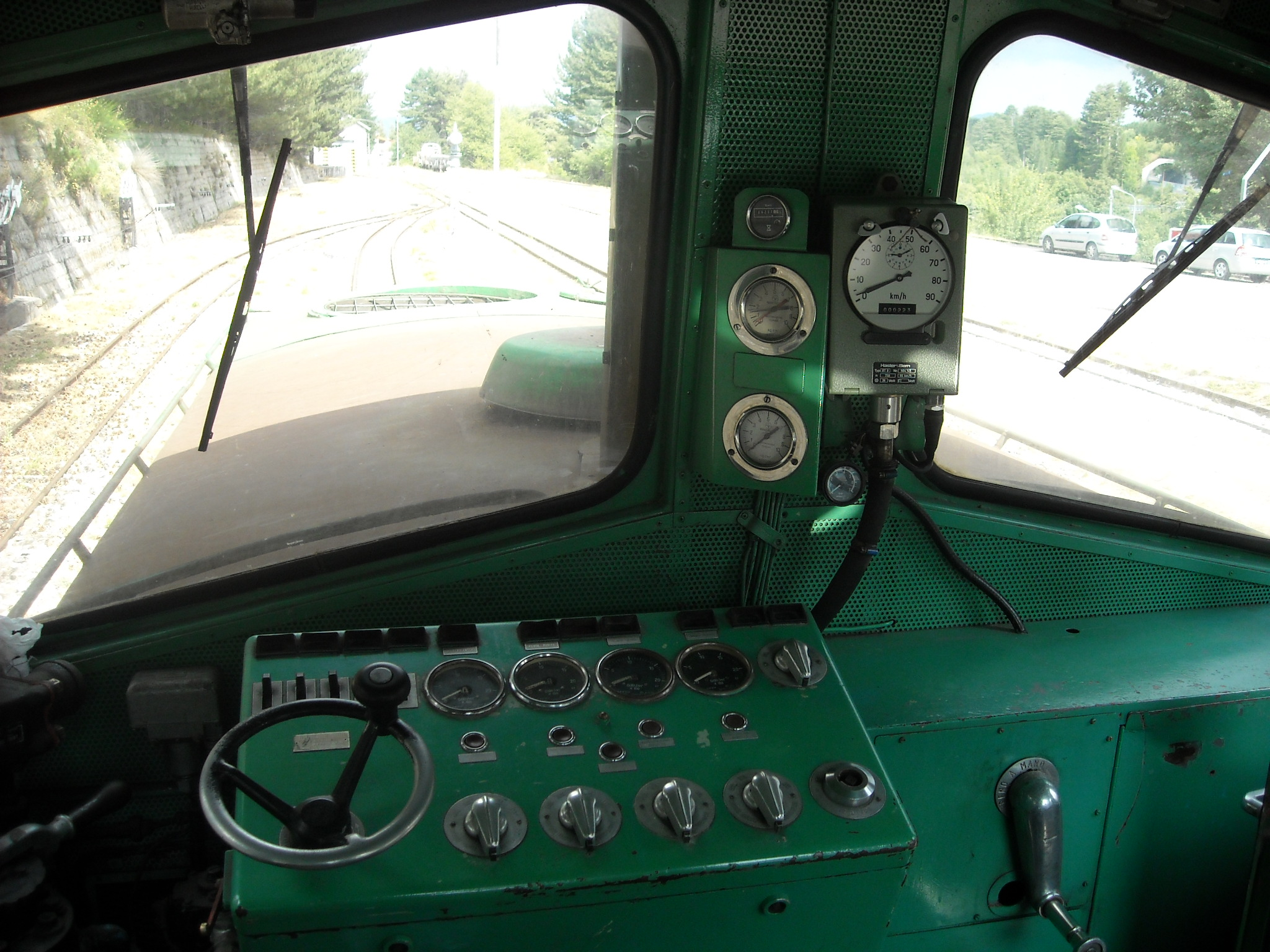
Una delle cabine di guida della locomotiva LM4.606.

- L'LM4 ha avuto finora due livree: in origine, era di colore rosso porpora con strisce gialle sul frontale, una livrea schematicamente uguale ai locomotori FS da manovra, meglio conosciuta come "Livrea aragosta". In seguito, anche se solo sulle FC, gli LM4 sono stati ridipinti con la livrea verde-bianco perla che oggi li contraddistingue, livrea che ha vestito molti rotabili delle FC come le M2 serie 120 e le M1c.80R.
- Attualmente, l'LM4.606 è impiegato dalle Ferrovie della Calabria per il "Trenino della Sila", convoglio che parte da Camigliatello Silano, arriva a San Nicola Silvana Mansio e ritorna indietro, con carrozze Carminati & Toselli del 1932.

L'LM4, stando a qualche centinaio di metri di distanza dal treno, viene unito in composizione ad una cisterna con acqua per scongiurare il pericolo di incendi.